# 馬瑞·高德
馬瑞·高德（英語：Murray Gold，1969年—）是一位英格蘭舞台、電影和電視作曲家，也是劇院和廣播劇作家。

## 電視
馬瑞·高德由於為Vanity Fair (1999)、《同志亦凡人》(2000)、 Casanova (2006) 和《異世奇人》(2008)的配樂，被四次提名英國電影和電視藝術學院（BAFTA）最佳原創電視音樂獎
2003年，他在獲BAFTA獎電影Kiss of Life中的配樂在歐巴涅贏得了法國評委評選出的'Mozart Prize of the 7th Art'獎。他也被皇家電視學會電視音樂獎四次提名。
他多次為《神秘博士》的前編劇和首席製作人拉塞爾·T·戴維斯的作品配樂，比如Casanova（大衛·田納特主演）、The Second Coming（基斯杜化·艾克斯頓主演）和《同志亦凡人》。他還為2000年版本的Randall and Hopkirk (Deceased) 編寫了音樂，占士邦作曲家David Arnold編了主題曲。此節目上的音樂沒有CD版本發布。
他為英國第四台電視劇《無恥之徒》寫了主題曲，為古裝劇《乱世妖姬》配樂。最近，高德給齡一部大衛·田納特主演電視劇，BBC1的《單身老爸》配樂，採用了更流行的音樂風格，而不是管弦樂風格。

### 《神秘博士》和相關節目
高德從2005年開始擔任BBC新系列《神秘博士》的音樂指導。他為節目創作了新的主題曲（根據羅格·關爾創作的原始版本改編）和配樂。2006年12月11日，Silva Screen發行了《神秘博士》第一季和第二季音樂，標題為《神秘博士：電視原聲》。於2006年12月11日發行第二張CD，《神秘博士：電視原聲 - 第三季》；第三張《神秘博士：電視原聲 - 第四季》發行於2008年11月。他在節目中也短暫出場：在2007年聖誕特別篇《詛咒航程》戴著假鬍子友情客串。
2008-2010特別篇的音樂在2010年10月4日發行，題為《神秘博士：電視原聲 - 第四季：特別篇》；11月8日發行了第五季音樂，題為《神秘博士：電視原聲 - 第四季：特別篇》。
高德首個對《神秘博士》主題曲的改編沒有包括"middle eight"部分，但2005年聖誕節特別篇和2006年節目中恢復了middle eight。
高德對節目不同元素創作了多首主題曲，博士的兩首（《博士主題曲》和《永遠的博士》）羅斯·泰勒 (神秘博士)、瑪法·瓊斯、多娜·諾博、Gallifrey星球、法師、Astrid Peth、Cyberman和戴立克。
高德在2010年再次為第五季重新編寫了《神秘博士》主題曲。也為第十一任博士（《我是博士》和《狂人與盒子》，代替第九和第十任博士的主題曲）、艾米·邦德、Silurians和戴立克創作了主題曲，還有幾首action cues，比如"Corridors and Fire Escapes"和"All the Strange, Strange Creatures"。
他給2005年《神秘博士》的配樂大量重復使用，從《聖誕入侵》開始加入管弦樂，通常由BBC威爾斯國家管弦樂隊演奏，有時梅勒妮·巴本海姆等人進行聲樂表演。相比之下，1963年-1989年BBC廣播聲學工作室製作的《神秘博士》音樂，一般有電子感覺，且使用了創新的樂法。
高德也為《神秘博士》衍生劇《珍姐科幻大冒險》和《火炬木小組》寫了主題曲，並與本·福斯特為之後的節目創作音樂。他們於2008年8月發布了一個題為《火炬木小組：電視原聲》的作品選集。之後他為Totally Doctor Who和《<神秘博士>解密》 改編了《神秘博士》主題曲。
高德发起並參與演奏了三部現場音樂會。第一次是2006年在卡迪夫千禧中心；第二次是2008年7月24日，作為逍遙音樂會的一部分在倫敦皇家阿爾伯特音樂廳舉行；第三次是2010年7月24日和25日，再次作為逍遙音樂會的一部分在皇家阿爾伯特音樂廳舉行。
2010年3月，他的《神秘博士》原聲進入了英國廣播電台Classic FM名人堂。2011年繼續保持，但比之前的228名下降了3名。
2018年2月，馬瑞·高德宣佈不再為第十一季作曲。

## 電影、舞台和廣播
高德為很多英美電影配樂，包括Frank Oz指導的葬禮上的死亡，和Penny Woolcock指導的Mischief Night。其他項目包括Ant & Dec的2006年電影Alien Autopsy和2009年電影Veronika Decides to Die。
他的廣播劇Electricity 2001年在Radio 3播出後，贏得了Michael Imison最佳新劇獎。2004年，基斯杜化·艾克斯頓主演了該劇在西約克郡劇院的改編版。其他的作品包括Oxford Stage Company 2000年在倫敦Whitehall Theatre表演的50 Revolutions和1994年在Battersea Arts Centre表演的Resolution。
高德也寫了廣播劇Kafka the Musical，在BBC Radio 3播出於2011年復活節，大衛·田納特主演。

## 外部連結
- 馬瑞·高德在互联网电影资料库（IMDb）上的資料（英文）
- 馬瑞·高德的X（前Twitter）
- 馬瑞·高德在BBC音乐的页面
- YouTube上的馬瑞·高德頻道